# Raatikko
Raatikko är en finsk dansteater. Den grundades år 1972 av dansös-koreograferna Marjo Kuusela och Maria Wolska och den är Finlands äldsta kontinuerligt fungerande dansteater. Teatern har sin hemscen i Vanda nära Helsingfors. Gruppen turnerar mycket inom Finland och även ibland utomlands.
Dansteaterpjäserna representerar modern finsk dansteater, samt dansteater inriktad för barnpublik (barnteater).
Raatikko ger årligen cirka två-tre nya pjäser som kännetecknas av stark känsla och humor. Raatikko har årligen omkring 30 000 åskådare. 
Raatikko har utvecklat sin repertoar till att innehålla pjäser med interaktiva element. Detta sker särskilt inom barnpjäserna, där barnen ofta kan delta i pjäsen utklädda av teatern. Teatern har många samarbeten med skolor, daghem och kulturföreningar.
Som konstnärlig ledare för teatern fungerade i början och till slutet av 1980-talet koreografen Marjo Kuusela, sedermera professor i danskonst. Från och med 1988 har teatern letts av dansös-koreografen Marja Korhola.